# San Gabriel (Jalisco)
San Gabriel è un comune del Messico, situato nello stato di Jalisco, il cui capoluogo è la località omonima.